# Ли Фэнмэй
Ли Фэнмэй (кит. 李凤梅; род. 22 сентября 1992, Лунъянь, Китай) — китайский спортсменка-парабадминтонистка. Двукратная чемпионка летних Паралимпийских игр 2024 в Париже.

## Биография
На летних Паралимпийских играх 2024 в Париже завоевала золотые медали в одиночном и смешанном парном разряде в классе SH6. В одиночном разряде в группе победила тайку Чай Саеянг, индонезийку Рину Марлину и перуанку Джулиану Поведу. В полуфинале вновь победила индонезийскую бадминтонистку Рину Марлину, а финале — китаянку Линь Шуанбао. В смешанном парном разряде в команде с Линь Найли в группе заняли второе место, проиграв индонейзийской паре Субхан — Рина Марлина и победив британскую пару Джек Шеппард — Рейчел Чунг. В полуфинале вновь встретились с индонезийской командой Субхан — Рина Марлина, но в этот раз победили их. В финале переиграли американцев Майлса Краевски и Джейси Саймон.